# ألبرت غاردنر
ألبرت غاردنر (بالإنجليزية: Albert Gardner)‏ هو لاعب كرة قدم بريطاني (وحمل سابقاً جنسية المملكة المتحدة لبريطانيا العظمى وأيرلندا) في مركز نصف الجناح، ولد في 1 أبريل 1887 في المملكة المتحدة، وتوفي في 1 أبريل 1923 في برمنغهام في المملكة المتحدة. لعب مع برمنغهام سيتي.